# Soulicious
Soulicious – szósty album studyjny niemieckiej wokalistki pop Sarah Connor wydany 30 marca 2007 w krajach niemieckojęzycznych nakładem wytwórni Universal Music.

## Informacje o albumie
Prace nad płytą wokalistka rozpoczęła w roku 2006, natomiast zakończyła na początku 2007. Na wydawnictwie znalazły się odnowione wersje klasycznych utworów soulowych, wykonywanych przez amerykańskich artystów tego gatunku popularnych w latach 60. i 70. XX wieku. Connor sama zadecydowała o wyborze repertuaru na listę utworów wydawnictwa, tłumacząc stworzone przez covery jako „potrzebę własnej interpretacji utworów, które miały wpływ na trwanie jednej z najważniejszych er afroamerykańskiej muzyki”. Na Soulicious znalazły się wersje takich utworów jak „I Never Loved a Man (The Way That I Love You)”, „Part Time Love”, czy „Your Precious Love” opatrzone nową oprawą muzyczną. Według Connor album powstał aby upamiętnić artystów, których muzyka była inspiracją przy tworzeniu poprzednich albumów wokalistki.

## Produkcja
Sarah Connor wraz z duetem producenckim Rob Tyger i Kay Denar nagrali covery utworów znanych artystów soulowych. Sesja nagraniowa miała miejsce w berlińskim studiu nagraniowym Studio Saal 4. Przy produkcji wokalistkę wspomagała orkiestra złożona z czterdziestu ośmiu członków, zaś utwory powstały bez pomocy programów komputerowych. Cały materiał na wydawnictwo złożony został z kompozycji autorstwa artystów wspomagających oryginalnych wykonawców piosenek, oprócz dwóch autorskich nagrań stworzonych i wyprodukowanych przez Connor oraz producentów Tygera i Denara – „Soothe My Soul” oraz „Soulicious”. Utwór „Your Precious Love” powstał na podstawie overdubbingu, co stworzyło efekt duetu muzycznego, mimo że Marvin Gaye nie żyje.

## Single
- Pierwszym singlem promującym album stał się utwór „The Impossible Dream (The Quest)” wydany na rynki muzyczne 30 marca 2007. Teledysk do klipu przedstawia wokalistkę na bokserskim ringu kibicującą niemieckiemu bokserowi Henry’emu Maske. Wideoklip przedstawia również sceny artystki z liczną orkiestrą. Singel zyskał umiarkowany sukces zajmując pozycje w Top 20 oficjalnych notowań w Niemczech oraz Szwajcarii oraz w Top 30 w Austrii[5].
- Utwór „Sexual Healing” wydany został jako drugi singel promujący wydawnictwo 29 czerwca 2007. Kompozycja jest coverem piosenki Marvina Gaye'a[6]. W celach promocyjnych singel nagrany został z gościnnym wokalem Ne-Ya, jednak sam wokalista nie pojawia się w teledysku promującym utwór. Kontrowersyjny klip ukazuje wokalistkę ze swoim chłopakiem odtwarzających podstawowe sceny erotyczne z filmu 9 1/2 tygodnia. Singel nie zyskał pożądanego sukcesu, zajmując 11. pozycję w Niemczech. Piosenka nie zdobyła na popularności w Austrii oraz Szwajcarii, gdzie w austriackim zestawieniu utwór osiadł na 47. miejscu, zaś w szwajcarskim – na 41. pozycji 41[7].

| Rok  | Singel                             | Album      | Pozycje na listach | Pozycje na listach | Pozycje na listach | Pozycje na listach |
| Rok  | Singel                             | Album      | GER                | AUT                | SWI                | EUR                |
| ---- | ---------------------------------- | ---------- | ------------------ | ------------------ | ------------------ | ------------------ |
| 2007 | „The Impossible Dream (The Quest)” | Soulicious | 8                  | 25                 | 19                 | 34                 |
| 2007 | „Sexual Healing”                   | Soulicious | 11                 | 47                 | 41                 | 44                 |

## Lista utworów
1. „The Impossible Dream (The Quest)” (Mitch Leigh, Joe Darion) – 3:35
2. „Soothe My Soul” (Rob Tyger, Kay Denar, Sarah Connor) – 4:18
3. „Your Precious Love” (duet z Marvinem Gayem) (Nickolas Ashford, Valerie Simpson) – 3:27
4. „Get It Right” (Luther Vandross, Marcus Miller) – 4:19
5. „Part Time Love” (David Gates) – 3:31
6. „Sexual Healing” (Marvin Gaye, Odell Brown, David Ritz) – 4:10
7. „Son of a Preacher Man” (John Hurley, Ronnie Wilkins) – 2:31
8. „Soulicious” (Rob Tyger, Kay Denar, Sarah Connor) – 3:47
9. „Love on a Two Way Street” (Bert Keyes) – 3:46
10. „One Day I'll Fly Away” (Will Jennings, Joe Sample) – 4:22
11. „I've Got to Use My Imagination” (Gerry Goffin, Barry Goldberg) – 3:17
12. „I Never Loved a Man (The Way That I Love You)” (Ronnie Shannon, Sylvia Robinson) – 2:59
13. „Same Old Story (Same Old Song)” (Will Jennings, Joe Sample) – 4:23
14. „If It's Magic” (Stevie Wonder) – 3:11

## Pozycje na listach
| Lista sprzedaży (2007)       | Najwyższa pozycja |
| ---------------------------- | ----------------- |
| Austria IFPI Albums Chart    | 8                 |
| Niemcy IFPI Albums Chart     | 6                 |
| Szwajcaria IFPI Albums Chart | 10                |